# Thử thách cùng bước nhảy (mùa 2)
Mùa thứ hai của chương trình Thử thách cùng bước nhảy do Đài Truyền hình Thành phố Hồ Chí Minh và Đông Tây Promotion phối hợp sản xuất, được phát sóng từ ngày 17 tháng 8 năm 2013 đến ngày 14 tháng 12 năm 2013. Trấn Thành tiếp tục là người dẫn chương trình của mùa này.

## Tuyển sinh
Các buổi tuyển sinh đã được tổ chức ở 6 địa điểm:
| Phát sóng            | Địa điểm                  | Thành phố             | Ngày            | Giám khảo                                    | Số suất |
| 17 tháng 08 năm 2013 | Nhà hát kịch Hà Nội       | Hà Nội                | 22-06-2013      | John Huy, Tuyết Minh, Viết Thành & Quỳnh Lan | 49      |
| 17 tháng 08 năm 2013 | Đại học Dân Lập           | Hải Phòng             | 19-06-2013      | John Huy, Tuyết Minh, Viết Thành & Quỳnh Lan | 49      |
| 24 tháng 08 năm 2013 | TTTH Việt Nam tại Cần Thơ | Cần Thơ               | 13-06-2013      | John Huy, Việt Max, & Thu Hà                 | 15      |
| 24 tháng 08 năm 2013 | Nhà hát Trưng Vương       | Đà Nẵng               | 27-06-2013      | John Huy, Tuyết Minh, & Việt Max             | 10      |
| 31 tháng 08 năm 2013 | Khách sạn Yasaka          | Nha Trang             | 01-07-2013      | John Huy, Tuyết Minh, & Việt Max             | 50      |
| 31 tháng 08 năm 2013 | Nhà hát Bến Thành         | Thành phố Hồ Chí Minh | 03 & 04-07-2013 | John Huy, Tuyết Minh, & Việt Max             | 50      |

### Tuần thi ở Thành phố Hồ Chí Minh
116 thí sinh vượt qua được vòng tuyển sinh sẽ được tham gia những phần thi liên tiếp cho tới khi nào mà tìm ra được top 20 vũ công xuất sắc nhất vượt qua được VBK.
| Ban giám khảo                                                    | Ban giám khảo        | Ban giám khảo | Ban giám khảo                        |
| ---------------------------------------------------------------- | -------------------- | ------------- | ------------------------------------ |
| Chí Anh,John Huy Trần,Viết Thành,Việt Max,Quỳnh Lan & Tuyết Minh |                      |               |                                      |
| Phong cách/Thể loại                                              | Music                | Biên đạo múa  | Ghi chú                              |
| Thi đơn                                                          | Vũ công chọn         | Vũ công       | 16 bị loại / 100 qua vòng            |
| Hip-Hop                                                          | "TBA"                | Hà Lê         | 20 bị loại / 80 qua vòng             |
| Broadway                                                         | "TBA"                | Rosie Pollard | 15 bị loại / 65 qua vòng             |
| Nhảy nhóm                                                        | Chọn nhạc ngẫu nhiên | Vũ công       | 1 bỏ cuộc 13 bị loại / 51 qua vòng   |
| Ballroom (Cha-cha-cha)                                           | "TBA"                | Chí Anh       | 08 bị loại / 43 qua vòng             |
| Đương đại                                                        | "TBA"                | John Huy Trần | 06 bị loại / 37 qua vòng             |
| Thi đơn                                                          | Vũ công chọn nhạc    | Vũ công       | 17 bị loại / Công bố Top 20 Thí sinh |

## Chung kết

### Top 20

#### Nữ
| Thí sinh           | Tuổi | Quê quán              | Thể loại nhảy | Ngày bị loại | Thứ hạng            |
| ------------------ | ---- | --------------------- | ------------- | ------------ | ------------------- |
| Nguyễn Mỹ Linh     | 20   | Thái Nguyên           | Đương đại     | 29/9/2013    | Top 20              |
| Triệu Hồng Vân     | 19   | Thành phố Hồ Chí Minh | Jazz          | 6/10/2013    | Top 18              |
| Trần Ngọc Thùy Vân | 22   | Thành phố Hồ Chí Minh | Jazz          | 20/10/2013   | Top 16              |
| Nguyễn Ngọc Tiên   | 23   | Thành phố Hồ Chí Minh | Jazz          | 24/10/2013   | Top 14 (Tự bỏ cuộc) |
| Tăng Phi Phụng     | 23   | Thành phố Hồ Chí Minh | Đương đại     | 3/11/2013    | Top 12              |
| Phạm Gia Hân       | 17   | Thành phố Hồ Chí Minh | Ba-lê         | 10/11/2013   | Top 10              |
| Nguyễn Lan Anh     | 17   | Hà Nội                | Hip-Hop       | 17/11/2013   | Top 8               |
| Đoàn Vũ Minh Tú    | 21   | Thành phố Hồ Chí Minh | Ballet        | 24/11/2013   | Top 6               |
| Phạm Thị Ngọc Anh  | 20   | Hải Phòng             | Đương đại     | 7/12/2013    | Top 4               |
| Hoàng Mỹ An        | 17   | Thành phố Hồ Chí Minh | Ballroom      | 7/12/2013    | Á quân              |

#### Nam
| Thí sinh             | Tuổi | Quê quán              | Thể loại nhảy      | Ngày bị loại | Thứ hạng                                               |
| -------------------- | ---- | --------------------- | ------------------ | ------------ | ------------------------------------------------------ |
| Phạm Bảo Long        | 24   | Hà Nội                | Ballroom           | 29/9/2013    | Top 20                                                 |
| Hoàng Chí Thanh      | 25   | Bình Thuận            | Đương đại          | 6/10/2013    | Top 18                                                 |
| Phạm Thế Chung       | 22   | Quảng Ngãi            | Ballet             | 20/10/2013   | Top 16                                                 |
| Dương Đình Hải       | 23   | Hải Phòng             | Hip-Hop            | 27/10/2013   | Top 14                                                 |
| Thái Ngọc Tuấn       | 27   | Thành phố Hồ Chí Minh | Đương đại          | 3/11/2013    | Top 12                                                 |
| Hoàng Thái Sơn       | 23   | Cao Bằng              | Dân gian đương đại | 10/11/2013   | Top 10                                                 |
| Nguyễn Vũ Hoàng Minh | 22   | Đắk Lắk               | Đương đại          | 17/11/2013   | Top 8                                                  |
| Đoàn Minh Trường1    | 20   | Thành phố Hồ Chí Minh | Ballroom           | 24/11/2013   | Top 6                                                  |
| Đặng Đình Lộc        | 23   | Thành phố Hồ Chí Minh | Đương đại          | 7/12/2013    | Top 3                                                  |
| Nguyễn Ngọc Thịnh    | 19   | Thành phố Hồ Chí Minh | Hip-Hop            | 7/12/2013    | Vũ công đã được khán giả yêu thích nhất trong năm 2013 |

1 Kiện tướng Dancesport Phan Hiển phải dùng tên thật trong suốt cuộc thi

#### Kết quả
| 1  | Nguyễn Ngọc Thịnh    |                     |                     |                     |                     | 3 vũ công cuối cùng | 4 vũ công cuối cùng |                     | Top 4 | Quán quân |  |  |  |
| 2  | Hoàng Mỹ An          |                     |                     |                     |                     |                     |                     |                     | Top 4 | Á Quân    |  |  |  |
| 3  | Đặng Đình Lộc        |                     |                     |                     |                     |                     |                     | 4 vũ công cuối cùng | Top 4 | Hạng ba   |  |  |  |
| 4  | Phạm Ngọc Anh        |                     |                     |                     | 3 vũ công cuối cùng | 3 vũ công cuối cùng | 4 vũ công cuối cùng | 4 vũ công cuối cùng | Top 4 | Hạng tư   |  |  |  |
| 5  | Đoàn Minh Trường     |                     |                     |                     |                     | 3 vũ công cuối cùng |                     |                     | Loại  |           |  |  |  |
| 6  | Đoàn Vũ Minh Tú      |                     | 3 vũ công cuối cùng | 3 vũ công cuối cùng | 3 vũ công cuối cùng |                     |                     |                     | Loại  |           |  |  |  |
| 7  | Nguyễn Vũ Hoàng Minh |                     |                     |                     | 3 vũ công cuối cùng |                     |                     | Loại                |       |           |  |  |  |
| 8  | Nguyễn Thị Lan Anh   |                     |                     |                     | 3 vũ công cuối cùng |                     |                     | Loại                |       |           |  |  |  |
| 9  | Hoàng Thái Sơn       |                     |                     | 3 vũ công cuối cùng |                     |                     | Loại                |                     |       |           |  |  |  |
| 10 | Phạm Thị Gia Hân     |                     |                     |                     |                     | 3 vũ công cuối cùng | Loại                |                     |       |           |  |  |  |
| 11 | Thái Ngọc Tuấn       |                     |                     |                     | 3 vũ công cuối cùng | Loại                |                     |                     |       |           |  |  |  |
| 12 | Tăng Thị Phi Phụng   |                     |                     |                     |                     | Loại                |                     |                     |       |           |  |  |  |
| 13 | Dương Đình Hải       |                     | 3 vũ công cuối cùng | 3 vũ công cuối cùng | Loại                |                     |                     |                     |       |           |  |  |  |
| 14 | Nguyễn Thị Ngọc Tiên |                     |                     | 3 vũ công cuối cùng | Tự bỏ cuộc          |                     |                     |                     |       |           |  |  |  |
| 15 | Phạm Thế Chung       | 3 vũ công cuối cùng | 3 vũ công cuối cùng | Loại                |                     |                     |                     |                     |       |           |  |  |  |
| 16 | Trần Ngọc Thùy Vân   | 3 vũ công cuối cùng | 3 vũ công cuối cùng | Loại                |                     |                     |                     |                     |       |           |  |  |  |
| 17 | Hoàng Chí Thanh      | 3 vũ công cuối cùng | Loại                |                     |                     |                     |                     |                     |       |           |  |  |  |
| 18 | Triệu Thị Hồng Vân   | 3 vũ công cuối cùng | Loại                |                     |                     |                     |                     |                     |       |           |  |  |  |
| 19 | Phạm Bảo Long        | Loại                |                     |                     |                     |                     |                     |                     |       |           |  |  |  |
| 20 | Nguyễn Thị Mỹ Linh   | Loại                |                     |                     |                     |                     |                     |                     |       |           |  |  |  |

- Vì lí do là quốc tang ngày mất của đại tướng Võ Nguyên Giáp cho nên là đêm Gala VCK 3 tạm hoãn lại 1 tuần.
- Trước đêm Gala VCK 4, nữ vũ công Ngọc Tiên vì lý do là cô đã bị phát hiện có thai trong lúc tập luyện cho nên là cô đã phải dừng bước ở đây. Cô đã được thay thế bởi 1 nữ vũ công đã phải dừng bước trước đấy chính là Thùy Vân để mà hỗ trợ bài diễn đôi với bạn nhảy của Tiên là Thái Sơn. Thái Sơn là thí sinh chỉ được bình chọn duy nhất qua cá nhân thay vì cặp.

## Thể loại nhảy múa qua những đêm Gala VCK
| Thí sinh    | 1              | 2              | 3         | 4            | 5                  | 6         | 7                     | 8                          | 9                                   |
| ----------- | -------------- | -------------- | --------- | ------------ | ------------------ | --------- | --------------------- | -------------------------- | ----------------------------------- |
| Ngọc Thịnh  | Lyrical hiphop | Jazz           | Đương đại | Bollywood    | Salsa & Hiphop     | Jazz      | Đương đại & Broadway  | Dancehall & Lyrical hiphop | Street Jazz - Jazz Funk - Hiphop    |
| Mỹ An       | Salsa          | Đương đại      | Hiphop    | Jazz         | Rumba & Đương đại  | Jazz      | Đương đại & Hiphop    | Lyrical Jazz & DGĐĐ        | Street Jazz - Đương đại - Đương đại |
| Đình Lộc    | Salsa          | Đương đại      | Hiphop    | Jazz         | Rumba & Đương đại  | Salsa     | Lyrical hiphop & DGĐĐ | Lyrical Jazz & DGĐĐ        | Jazz Funk - Đương đại - DGĐĐ        |
| Ngọc Anh    | Đương đại      | Zouk           | Hiphop    | Đương đại    | Hiphop & Argentina | Đương đại | Samba & Lyrical Jazz  | Dancehall & Lyrical hiphop | Hiphop - Đương đại - DGĐĐ           |
| Minh Trường | Broadway       | Lyrical hiphop | Đương đại | Jive         | Jazz & Đương đại   | Merengue  | Đương đại & Hiphop    | Ballet đương đại & Hiphop  |                                     |
| Minh Tú     | Neo classic    | Hiphop         | Jazz      | Guaguanco    | DGĐĐ & Jazz Funk   | Salsa     | Đương đại & Broadway  | Ballet đương đại & Hiphop  |                                     |
| Hoàng Minh  | Hiphop         | Chachacha      | Disco     | Đương đại    | Hiphop & Jazz Funk | Đương đại | Samba & Lyrical Jazz  |                            |                                     |
| Lan Anh     | Hiphop         | Chachacha      | Disco     | Đương đại    | Hiphop & Jazz Funk | Merengue  | Lyrical hiphop & DGĐĐ |                            |                                     |
| Thái Sơn    | Lyrical Jazz   | DGĐĐ           | Pasodoble | Hiphop house | DGĐĐ & Jazz Funk   | Đương đại |                       |                            |                                     |
| Gia Hân     | Lyrical hiphop | Jazz           | Đương đại | Bollywood    | Salsa & Hiphop     | Đương đại |                       |                            |                                     |
| Ngọc Tuấn   | Đương đại      | Zouk           | Hiphop    | Đương đại    | Hiphop & Argentina |           |                       |                            |                                     |
| Phi Phụng   | Broadway       | Lyrical hiphop | Đương đại | Jive         | Jazz & Đương đại   |           |                       |                            |                                     |
| Đình Hải    | Neo classic    | Hiphop         | Jazz      | Guaguanco    |                    |           |                       |                            |                                     |
| Ngọc Tiên   | Lyrical Jazz   | DGĐĐ           | Pasodoble | Rút lui      |                    |           |                       |                            |                                     |
| Thế Chung   | Jazz/Ballet    | Đương đại      | Bachata   |              |                    |           |                       |                            |                                     |
| Thúy Vân    | Jazz/Ballet    | Đương đại      | Bachata   |              |                    |           |                       |                            |                                     |
| Chí Thanh   | Đương đại      | Hiphop         |           |              |                    |           |                       |                            |                                     |
| Hồng Vân    | Đương đại      | Hiphop         |           |              |                    |           |                       |                            |                                     |
| Bảo Long    | Slow-waltz     |                |           |              |                    |           |                       |                            |                                     |
| Mỹ Linh     | Slow-waltz     |                |           |              |                    |           |                       |                            |                                     |

## Những đêm Gala VCK

### Đêm Gala VCK 1 - 28/09/2013
Giám khảo khách mời: Đoan Trang
Top 20 vũ công Furison, biên đạo múa John Huy Trần.
| MSBC | Cặp đôi                 | Nhạc phẩm            | Thể loại nhảy múa | Biên đạo múa             | Kết quả   |
| ---- | ----------------------- | -------------------- | ----------------- | ------------------------ | --------- |
| 1    | Thùy Vân & Thế Chung    | Cây đàn sinh viên    | Jazz & Ballet     | Y Thanh                  | Nguy hiểm |
| 2    | Hồng Vân & Chí Thanh    | Fix you              | Đương đại         | Mai Anh                  | Nguy hiểm |
| 3    | Lan Anh & Hoàng Minh    | Party rock anthem    | Hiphop            | Việt Max & Hà Lê         | An toàn   |
| 4    | Mỹ Linh & Bảo Long      | If I were a painting | Slow-waltz        | Giang Châu & Quỳnh Quyên | Nguy hiểm |
| 5    | Gia Hân & Ngọc Thịnh    | When I was your man  | Lyrical hiphop    | Việt Max & Hà Lê         | An toàn   |
| 6    | Phi Phụng & Minh Trường | Sing with a swing    | Broadway          | Rosemary Pollard         | An toàn   |
| 7    | Ngọc Anh & Ngọc Tuấn    | Open arms            | Đương đại         | Đạt Minh                 | An toàn   |
| 8    | Ngọc Tiên & Thái Sơn    | Thao thức vì anh     | Lyrical Jazz      | John Huy Trần            | An toàn   |
| 9    | Minh Tú & Đình Hải      | Eres todo en mi      | Neo classic/Jazz  | Ngọc Quang               | An toàn   |
| 10   | Mỹ An & Đình Lộc        | Salsaton             | Salsa             | Quang Thịnh & Khánh Thu  | An toàn   |

#### Solo 30s
| Số thứ tự | Vũ công   | Nhạc phẩm       | Kết quả |
| --------- | --------- | --------------- | ------- |
| 1         | Mỹ Linh   | Because of you  | Bị loại |
| 2         | Bảo Long  | Cinema Itallano | Bị loại |
| 3         | Thùy Vân  | Girl on fire    | An toàn |
| 4         | Thế Chung | Lecorsaire      | An toàn |
| 5         | Hồng Vân  | Game on         | An toàn |
| 6         | Chí Thanh | Machine routine | An toàn |

### Đêm Gala VCK 2 - 05/10/2013
Giám khảo khách mời:Hà Anh
Top 18 vũ công nhảy Hiphop,biên đạo múa James Horner
| MSBC | Cặp đôi                 | Nhạc phẩm           | Thể loại nhảy múa  | Biên đạo múa     | Kết quả   |
| ---- | ----------------------- | ------------------- | ------------------ | ---------------- | --------- |
| 1    | Lan Anh & Hoàng Minh    | Dance again         | Chachacha          | Hoàng Khải       | An toàn   |
| 2    | Ngọc Anh & Ngọc Tuấn    | Fallin'             | Zouk               | Sao Mai          | An toàn   |
| 3    | Mỹ An & Đình Lộc        | Run away            | Đương đại          | Rosemary Pollard | An toàn   |
| 4    | Ngọc Tiên & Thái Sơn    | Lý ngựa ô           | Dân gian đương đại | Hữu Trị          | An toàn   |
| 5    | Minh Tú & Đình Hải      | Fuego               | Hiphop             | Janmary Neef     | Nguy hiểm |
| 6    | Phi Phụng & Minh Trường | Ice box             | Lyrical hiphop     | Việt Max & Hà Lê | An toàn   |
| 7    | Gia Hân & Ngọc Thịnh    | Girl: Run the world | Jazz               | John Huy Trần    | An toàn   |
| 8    | Thùy Vân & Thế Chung    | Firework            | Đương đại          | John Huy Trần    | Nguy hiểm |
| 9    | Hồng Vân & Chí Thanh    | What about love     | Hiphop             | Viết Thành       | Nguy hiểm |

#### Solo 30s
| Số thứ tự | Vũ công   | Nhạc phẩm             | Kết quả |
| --------- | --------- | --------------------- | ------- |
| 1         | Minh Tú   | Laputa overture       | An toàn |
| 2         | Đình Hải  | Dangerous             | An toàn |
| 3         | Hồng Vân  | Just give me a reason | Bị loại |
| 4         | Chí Thanh | Tây du ký OST         | Bị loại |
| 5         | Thùy Vân  | Đời bỗng vui          | An toàn |
| 6         | Thế Chung | Way back home         | An toàn |

### Đêm Gala VCK 3 - 19/10/2013
Giám khảo khách mời:Hoài Linh
Top 16 vũ công múa đương đại,biên đạo múa John Huy Trần
| MSBC | Cặp đôi                 | Nhạc phẩm             | Thể loại nhảy múa | Biên đạo múa     | Kết quả   |
| ---- | ----------------------- | --------------------- | ----------------- | ---------------- | --------- |
| 1    | Mỹ An & Đình Lộc        | Que se sepa           | Hiphop            | Việt Max & Hà Lê | An toàn   |
| 2    | Gia Hân & Ngọc Thịnh    | Heart cry             | Múa đương đại     | Thúy Hằng        | An toàn   |
| 3    | Thùy Vân & Thế Chung    | Se te nota            | Bachata           | Sao Mai          | Nguy hiểm |
| 4    | Phi Phụng & Minh Trường | Two birds             | Múa đương đại     | Ryan Tan         | An toàn   |
| 5    | Ngọc Tiên & Thái Sơn    | Resolve               | Pasodoble         | Hoàng Khải       | Nguy hiểm |
| 6    | Ngọc Anh & Ngọc Tuấn    | Dangerous             | Hiphop            | Việt Max & Hà Lê | An toàn   |
| 7    | Minh Tú & Đình Hải      | Don't you worry child | Jazz              | Ryan Tan         | Nguy hiểm |
| 8    | Lan Anh & Hoàng Minh    | Don't stop me now     | Disco             | Rosemary Pollard | An toàn   |

#### Solo 30s
| Số thứ tự | Vũ công   | Nhạc phẩm        | Kết quả |
| --------- | --------- | ---------------- | ------- |
| 1         | Minh Tú   | Moon light       | An toàn |
| 2         | Đình Hải  | Life style       | An toàn |
| 3         | Thùy Vân  | You make me feel | Bị loại |
| 4         | Thế Chung | Heart of courage | Bị loại |
| 5         | Ngọc Tiên | Nhật ký của mẹ   | An toàn |
| 6         | Thái Sơn  | Dân tộc dao      | An toàn |

### Đêm Gala VCK 4 - 26/10/2013
Giám khảo khách mời:Hà Anh
- Trước đêm thi thứ 4, nữ vũ công Ngọc Tiên vì lý do cô đã phát hiện mình có thai trong lúc tập luyện nên cô đã phải dừng bước ngay ở đây. Cô đã được thay thế bởi thí sinh đã phải dừng bước tập trước đó - Thùy Vân - để hỗ trợ bài diễn đôi với bạn nhảy của Tiên là Thái Sơn. Thái Sơn là thí sinh duy nhất chỉ được bình chọn qua cá nhân trong tập này thay vì theo cặp.
- Top 6 vũ công nữ nhảy Jazz Funk, biên đạo múa Michael Schwandt.
- Top 7 vũ công nam nhảy Broadway Jazz, biên đạo múa John Huy Trần.
- Top 14 vũ công múa ballet đương đại, biên đạo múa Tạ Hưng.

| MSBC | Cặp đôi                     | Nhạc phẩm             | Thể loại nhảy múa | Biên đạo múa            | Kết quả   |
| ---- | --------------------------- | --------------------- | ----------------- | ----------------------- | --------- |
| 1    | Gia Hân & Ngọc Thịnh        | Aaj hachle            | Bollywood         | Thu Hương               | An toàn   |
| 2    | Lan Anh & Hoàng Minh        | Just give me a reason | Múa đương đại     | Mai Anh                 | Nguy hiểm |
| 3    | Phi Phụng & Minh Trường     | Kiss you              | Jive              | Hoàng Khải              | An toàn   |
| 4    | Ngọc Anh & Ngọc Tuấn        | Fly with me           | Múa đương đại     | John Huy Trần           | Nguy hiểm |
| 5    | Minh Tú & Đình Hải          | Bron bron bron        | Guaguanco         | Quang Thịnh & Khánh Thu | Nguy hiểm |
| 6    | Mỹ An & Đình Lộc            | Hot N' cold           | Jazz              | Michael Schwandt        | An toàn   |
| 7    | Thái Sơn (hỗ trợ: Thùy Vân) | Nobody's perfect      | Hiphop house      | Sơn Thái                | An toàn   |

#### Solo 30s
| Số thứ tự | Vũ công    | Nhạc phẩm     | Kết quả   |
| --------- | ---------- | ------------- | --------- |
| 1         | Lan Anh    | Nóng          | Miễn loại |
| 2         | Hoàng Minh | Next          | An toàn   |
| 3         | Ngọc Anh   | Fight factory | Miễn loại |
| 4         | Ngọc Tuấn  | Dành cho em   | An toàn   |
| 5         | Minh Tú    | Joy           | Miễn loại |
| 6         | Đình Hải   | Note to god   | Bị loại   |

### Đêm Gala VCK 5 - 02/11/2013
Giám khảo khách mời:Ngô Thanh Vân
Top 12 vũ công nhảy Jazz Funk,biên đạo múa Michael Schwandt.
| MSBC | Cặp đôi                 | Nhạc phẩm                           | Thể loại nhảy múa  | Biên đạo múa     | Kết quả   |
| ---- | ----------------------- | ----------------------------------- | ------------------ | ---------------- | --------- |
| 1    | Phi Phụng & Minh Trường | Can you get out of my head          | Jazz               | Michael Schwandt | Nguy hiểm |
| 1    | Phi Phụng & Minh Trường | Out of body experience              | Đương đại          | John Huy Trần    | Nguy hiểm |
| 2    | Ngọc Anh & Ngọc Tuấn    | Lose control                        | Hiphop             | Cao Sơn          | Nguy hiểm |
| 2    | Ngọc Anh & Ngọc Tuấn    | Libertango                          | Vũ điệu Argentina  | Ngọc Quang       | Nguy hiểm |
| 3    | Mỹ An & Đình Lộc        | Viens M'embrasser (Lại gần hôn anh) | Rumba              | Hoàng Khải       | An toàn   |
| 3    | Mỹ An & Đình Lộc        | Kiss me                             | Đương đại          | Hani Abaza       | An toàn   |
| 4    | Minh Tú & Thái Sơn      | Cõng mẹ đi chơi                     | Dân gian đương đại | Kiều Lê          | An toàn   |
| 4    | Minh Tú & Thái Sơn      | Revolver                            | Jazz Funk          | Michael Schwandt | An toàn   |
| 5    | Gia Hân & Ngọc Thịnh    | Por ti lo haria                     | Salsa              | Thiên Chương     | Nguy hiểm |
| 5    | Gia Hân & Ngọc Thịnh    | U can't touch this                  | Hiphop             | Việt Max & Hà Lê | Nguy hiểm |
| 6    | Lan Anh & Hoàng Minh    | Harder, better, faster stronger     | Hiphop             | Sơn Thái         | An toàn   |
| 6    | Lan Anh & Hoàng Minh    | Latch                               | Jazz Funk          | Hani Abaza       | An toàn   |

#### Solo 30s
| Số thứ tự | Vũ công     | Nhạc phẩm     | Kết quả |
| --------- | ----------- | ------------- | ------- |
| 1         | Ngọc Anh    | Papa          | An toàn |
| 2         | Ngọc Tuấn   | Flip that     | Bị loại |
| 3         | Gia Hân     | Giấc mơ trưa  | An toàn |
| 4         | Ngọc Thịnh  | We could fly  | An toàn |
| 5         | Phi Phụng   | Dancing       | Bị loại |
| 6         | Minh Trường | He is pirates | An toàn |

### Đêm Gala VCK 6 - 9/11/2013
Giám khảo khách mời:Thu Minh
- Top 5 vũ công nữ nhảy Jazz,biên đạo Rosemary Pollard.
- Top 5 vũ công nam nhảy Jazz Funk,biên đạo John Huy Trần.
- Top 10 vũ công múa đương đại,biên đạo Hani Abaza.

#### Bài nhảy đôi
| Số thứ tự | Cặp đôi/MSBC                  | Nhạc phẩm               | Thể loại nhảy múa | Biên đạo múa  | Kết quả                               |
| --------- | ----------------------------- | ----------------------- | ----------------- | ------------- | ------------------------------------- |
| 1         | Ngọc Anh (1) & Thái Sơn (2)   | Dog days are over       | Đương đại         | Hani Abaza    | Nguy hiểm                             |
| 2         | Minh Tú (5) & Đình Lộc (6)    | Beat it                 | Salsa             | Aki Kalaitzis | An toàn                               |
| 3         | Mỹ An (9) & Ngọc Thịnh (10)   | Fire                    | Jazz              | Hani Abaza    | Mỹ An an toàn, Ngọc Thịnh nguy hiểm   |
| 4         | Gia Hân (3) & Hoàng Minh (4)  | Sugar, we're going down | Đương đại         | John Huy Trần | Gia Hân nguy hiểm, Hoàng Minh an toàn |
| 5         | Lan Anh (7) & Minh Trường (8) | El Merengazo            | Merengue          | Aki Kalaitzis | An toàn                               |

#### Solo 30s
| Mã số bình chọn | Vũ công     | Nhạc phẩm            | Kết quả   |
| --------------- | ----------- | -------------------- | --------- |
| 1               | Ngọc Anh    |                      | Nguy hiểm |
| 2               | Thái Sơn    | Stay                 | An toàn   |
| 3               | Gia Hân     | Bom bay              | An toàn   |
| 4               | Hoàng Minh  | Took the night       | An toàn   |
| 5               | Minh Tú     | Võ lâm (soundtrack)  | An toàn   |
| 6               | Đình Lộc    | Clash of titan       | An toàn   |
| 7               | Lan Anh     | Addicted to you      | An toàn   |
| 8               | Minh Trường | My love              | Nguy hiểm |
| 9               | Mỹ An       | Diamonds are forever | Nguy hiểm |
| 10              | Ngọc Thịnh  | Heavyweight          | Nguy hiểm |

#### Solo 30s (top nguy hiểm)
| Số thứ tự | Vũ công    | Nhạc phẩm               | Kết quả |
| --------- | ---------- | ----------------------- | ------- |
| 1         | Gia Hân    | Bang three              | Bị loại |
| 2         | Ngọc Thịnh | La la la                | An toàn |
| 3         | Ngọc Anh   | Saint dominic's preview | An toàn |
| 4         | Thái Sơn   | Mèo (dân ca H'mong)     | Bị loại |

### Đêm Gala VCK 7 - 16/11/2013
Giám khảo khách mời:Thanh Bùi
- Top 8 vũ công nhảy Hiphop,biên đạo múa Ryan Tan & Xue Hui.
- Top 8 vũ công (công bố kết quả) nhảy Jazz Fusion/Latin,biên đạo múa John Huy Trần & Alex Vachev

#### Bài nhảy đôi
| Số thứ tự | Cặp đôi/MSBC                  | Nhac phẩm              | Thể loại nhảy múa      | Biên đạo múa       | Kết quả   |
| --------- | ----------------------------- | ---------------------- | ---------------------- | ------------------ | --------- |
| 1         | Minh Tú (1) & Ngọc Thịnh (2)  | The phantom of opera   | Múa đương đại          | Đạt Minh           | An toàn   |
| 1         | Minh Tú (1) & Ngọc Thịnh (2)  | Teach me how to shimmy | Broadway               | John Huy Trần      | An toàn   |
| 2         | Lan Anh (3) & Đình Lộc (4)    | Mercy                  | Lyrical hiphop         | Ryan Tan & Xue Hui | Nguy hiểm |
| 2         | Lan Anh (3) & Đình Lộc (4)    | Tiếng gọi tình yêu     | Múa dân gián đương đại | Kiều Lê            | Nguy hiểm |
| 3         | Ngọc Anh (5) & Hoàng Minh (6) | Can't touch it         | Samba                  | Hoàng Khải         | Nguy hiểm |
| 3         | Ngọc Anh (5) & Hoàng Minh (6) | Indestructible         | Jazz đương đại         | Hani Abaza         | Nguy hiểm |
| 4         | Mỹ An (7) & Minh Trường (8)   | Samskeyti              | Múa đương đại          | Hani Abaza         | An toàn   |
| 4         | Mỹ An (7) & Minh Trường (8)   | Whachadoin?            | Hiphop                 | Việt Max & Hà Lê   | An toàn   |

#### Solo 30s
| Mã số bình chọn | Vũ công     | Nhạc phẩm               | Kết quả   |
| --------------- | ----------- | ----------------------- | --------- |
| 1               | Minh Tú     | Múa mâm                 | An toàn   |
| 2               | Ngọc Thịnh  | Stereo                  | An toàn   |
| 3               | Lan Anh     | Cha                     | Nguy hiểm |
| 4               | Đình Lộc    | Dead silence theme song | Nguy hiểm |
| 5               | Ngọc Anh    | Fighter                 | Nguy hiểm |
| 6               | Hoàng Minh  | Swan lake               | Nguy hiểm |
| 7               | Mỹ An       | But I am a good girl    | An toàn   |
| 8               | Minh Trường | Belly dancer            | An toàn   |

#### Solo 30s (top nguy hiểm)
| Số thứ tự | Vũ công    | Nhạc phẩm          | Kết quả |
| --------- | ---------- | ------------------ | ------- |
| 1         | Lan Anh    | Welcome to Vietnam | Bị loại |
| 2         | Hoàng Minh | Skeletons          | Bị loại |
| 3         | Ngọc Anh   | Endless path       | An toàn |
| 4         | Đình Lộc   | Til enda           | An toàn |

### Đêm Gala VCK 8 - 23/11/2013
Giám khảo khách mời:John Huy Trần
- Top 3 vũ công nam nhảy Hiphop,biên đạo múa Việt Max & Hà Lê.
- Top 3 vũ công nữ múa đương đại,biên đạo múa Hani Abaza.
- Top 6 vũ công múa đương đại,biên đạo múa John Huy Trần.

#### Bài nhảy đôi
| Số thứ tự | Cặp đôi/MSBC                  | Nhạc phẩm        | Thể loại nhảy múa  | Biên đạo múa            | Kết quả |
| --------- | ----------------------------- | ---------------- | ------------------ | ----------------------- | ------- |
| 1         | Mỹ An (1) & Đình Lộc (2)      | Goodbye me lover | Jazz đương đại     | Hani Abaza              | An toàn |
| 1         | Mỹ An (1) & Đình Lộc (2)      | Con cò           | Dân gian đương đại | Quỳnh Lan               | An toàn |
| 2         | Ngọc Anh (3) & Ngọc Thịnh (4) | Make it shake    | Dancehall          | Carol & Zaiha           | An toàn |
| 2         | Ngọc Anh (3) & Ngọc Thịnh (4) | That girl        | Lyrical hiphop     | Carol & Zaiha           | An toàn |
| 3         | Minh Tú (5) & Minh Trường (6) | Chân tâm         | Ballet đương đại   | Quỳnh Lan               | Bị loại |
| 3         | Minh Tú (5) & Minh Trường (6) | Bombay           | Hiphop             | Lê Phương & Phạm Phương | Bị loại |

#### Solo 30s
| Mã số bình chọn | Vũ công     | Nhạc phẩm            | Kết quả |
| --------------- | ----------- | -------------------- | ------- |
| 1               | Mỹ An       | Peaceful warrior     | An toàn |
| 2               | Đình Lộc    | Applause             | An toàn |
| 3               | Ngọc Anh    | From Sarah with love | An toàn |
| 4               | Ngọc Thịnh  | The drop             | An toàn |
| 5               | Minh Tú     | Hương lạc            | Bị loại |
| 6               | Minh Trường | Can can music        | Bị loại |

### Đêm Gala VCK 9 - 30/11/2013 & Gala công bố KQ,đăng quang & trao giải - 07/12/2013
Giám khảo khách mời: John Huy Trần & Thu Minh
Top 4 vũ công múa đương đại,biên đạo múa John Huy Trần

#### Solo 30s
| Mã số bình chọn | Vũ công    | Nhạc phẩm                                |
| --------------- | ---------- | ---------------------------------------- |
| 1               | Ngọc Anh   | Heart cry/Hãy nói lời yêu mẹ             |
| 2               | Ngọc Thịnh | If I aren't got you/Strawberry bubblegum |
| 3               | Mỹ An      | Jingle bells/Quê hương                   |
| 4               | Đình Lộc   | Whatever u like/Fatum pledis             |

#### Bài nhảy đôi
| Số thứ tự | Cặp đôi/MSBC                  | Nhạc phẩm      | Thể loại nhảy múa      | Biên đạo múa     |
| --------- | ----------------------------- | -------------- | ---------------------- | ---------------- |
| 1         | Ngọc Anh (1) & Đình Lộc (4)   | Hoa sen đá     | Múa dân gian đương đại | Kiều Lê          |
| 2         | Ngọc Thịnh (2) & Mỹ An (3)    | Venus          | Street Jazz            | Ryan Tan & Fredy |
| 3         | Ngọc Anh (1) & Mỹ An (3)      | Breath of life | Múa đương đại          | Ryan Tan & Fredy |
| 4         | Ngọc Thịnh (2) & Đình Lộc (4) | Flashback      | Jazz Funk              | Hani Abaza       |
| 5         | Ngọc Anh (1) & Ngọc Thịnh (2) | Trống cơm      | Hiphop                 | Việt Max & Hà Lê |
| 6         | Mỹ An (3) & Đình Lộc (4)      | Lay me down    | Múa đương đại          | Hani Abaza       |

#### Kết quả chung cuộc
| Mã số bình chọn | Vũ công    | Kết quả                                                      |
| --------------- | ---------- | ------------------------------------------------------------ |
| 2               | Ngọc Thịnh | Vũ công đã được khán giả yêu thích nhất trong năm 2013 (35%) |
| 3               | Mỹ An      | Á Quân (30%)                                                 |
| 4               | Đình Lộc   | Hạng ba (24%)                                                |
| 1               | Ngọc Anh   | Hạng tư (11%)                                                |

## Tổ chức
| Số | Ngày phát sóng          | Tiêu đề                   | Ghi chú |
| 01 | Tháng 8, ngày 17, 2013  | Vòng loại 1               |         |
| 02 | Tháng 8, ngày 24, 2013  | Vòng loại 2               |         |
| 03 | Tháng 8, ngày 31, 2013  | Vòng loại 3               |         |
| 04 | Tháng 9, ngày 07, 2013  | Vòng bán kết 1            |         |
| 05 | Tháng 9, ngày 14, 2013  | Vòng bán kết 2            |         |
| 06 | Tháng 9, ngày 21, 2013  | Top 20 trình diễn         |         |
| 07 | Tháng 9, ngày 28, 2013  | Top 20 thi                |         |
| 08 | Tháng 9, ngày 29, 2013  | Top 20>18 công bố kết quả |         |
| 09 | Tháng 10, ngày 05, 2013 | Top 18 thi                |         |
| 10 | Tháng 10, ngày 06, 2013 | Top 18>16 công bố kết quả |         |
| 11 | Tháng 10, ngày 19, 2013 | Top 16 thi                |         |
| 12 | Tháng 10, ngày 20, 2013 | Top 16>14 công bố kết quả |         |
| 13 | Tháng 10, ngày 26, 2013 | Top 14 thi                |         |
| 14 | Tháng 10, ngày 27, 2013 | Top 14>12 công bố kết quả |         |
| 15 | Tháng 11, ngày 02, 2013 | Top 12 thi                |         |
| 16 | Tháng 11, ngày 03, 2013 | Top 12>10 công bố kết quả |         |
| 17 | Tháng 11, ngày 09, 2013 | Top 10 thi                |         |
| 18 | Tháng 11, ngày 10, 2013 | Top 10>08 công bố kết quả |         |
| 19 | Tháng 11, ngày 16, 2013 | Top 08 thi                |         |
| 20 | Tháng 11, ngày 17, 2013 | Top 08>06 công bố kết quả |         |
| 21 | Tháng 11, ngày 23, 2013 | Top 06 thi                |         |
| 22 | Tháng 11, ngày 24, 2013 | Top 06>04 công bố kết quả |         |
| 23 | Tháng 11, ngày 30, 2013 | Top 04 thi                |         |
| 25 | Tháng 12, ngày 07, 2013 | Chung kết                 |         |
| 26 | Tháng 12, ngày 14, 2013 | Best of Season 2          |         |